# Ирвингия
Ирвингия (лат. Irvingia) — род растений семейства Ирвингиевые, включающий в себя около 7 видов, произрастающих в Африке и Юго-Восточной Азии.

## Виды
По информации базы данных The Plant List (на июль 2016) род включает 7 видов:
- Irvingia excelsa Mildbr.
- Irvingia gabonensis (Aubry-Lecomte ex O'Rorke) Baill. — Ирвингия габонская
- Irvingia grandifolia (Engl.) Engl.
- Irvingia malayana Oliv. ex A.W.Benn. — Ирвингия малайская
- Irvingia robur Mildbr.
- Irvingia smithii Hook.f.
- Irvingia tenuinucleata Tiegh.

## Использование
Волокнистая мякоть плодов Ирвингии габонской и некоторых других видов употребляется в пищу и по вкусу напоминает манго. Ядро косточки содержит 54-67 % масла. Из них в Габоне и Конго с добавлением семян Fegimanra africana и Pentaclethra macrophylla приготовляют так называемый «габонский шоколад» или «хлеб дика», с запахом какао и жареного миндаля. В Европе масло растения может использоваться для получения маргарина, в мыловарении, для помад и кремов. Жмых — на корм скоту и удобрения.
Древесина всех видов ирвингии твёрдая и используется в качестве строительного материала.
|                                   |  |  |
| Листья и плоды Ирвингии малайской |  |  |